# Kara Mehmed
Kara Mehmed fou emir qara qoyunlu, nebot i successor del primer gran emir Bayram Khodja, i fill de Turemish (germà de Bayram).
Va succeir al seu oncle el 1380 i va seguir oposat als djalayàrides, i el 1382 va obtenir a Nakhitxevan una victòria decisiva sobre els generals djalayàrides Shahzada Shaykh Ali i Pir Ali Bar Beg que van morir els dos a la lluita. La victòria de Kara Mehmed va facilitar l'arribada al tron djalayàrida d'Ahmed ibn Uways, revoltat a Ardabil, que va derrotar fàcilment al djalayàrida de Tabriz Husayn ibn Uways al que va matar. Ahmad es va casar per aquest temps amb la filla de Kara Mehmed.
Llavors Ahmad es va haver d'enfrontar a l'altra germà, Shaykh Ali de Bagdad, i a l'amir Adil (que havia ocupat Rayy on governava un altre germà djalayàrida, Baiazet, el 1383). Ahmad va demanar ajut als kara koyunlu. Shaykh Ali va morir en lluita contra aquestos i Adil i Baiazet es van retirar a Sultaniyya. Ahmad va quedar senyor de l'Iraq i l'Azerbaidjan però no es va poder consolidar en aquest darrer territori, primer per atacs de l'Horda d'Or i després de Tamerlà, i es va retirar a Bagdad (1385).
En aquest temps Kara Mehmed es va dedicar a consolidar el seu poder, va derrotar a l'emir d'Urfa i Kalat Djabar, Döger Salim Beg, que actuava contra els peregrins procedents de Mossul, que va haver de fugir a territori mameluc; va assetjar Mardin on va derrotar a Malik Isa i es va casar amb la seva filla i amb el suport de Mitahharten d'Erzindjan va derrotar a la confederació dels aq qoyunlu que estaven al servei de diversos emirs, i als que va obligar a servir al seu aliat el cadi Burhan al-Din; el 1387 va fer front a l'atac de Tamerlà als seus territoris i quan es va retirar a Transoxiana va aprofitar per ocupar Tabriz (1388) on va deixar una guarnició retornant a Anatòlia oriental on un dels seus principals generals, Pir Hasan Beg (fill de Husayn Beg que havia estat assassinat pel seu oncle Bayram Khodja el 1351) s'havia revoltat. Pir Hasan s'havia destacat en els combats contra Tamerlà i havia adquirit un gran prestigi, el qual va aprofitar per revoltar-se amb la intenció de venjar la mort del seu pare; Pir Hasan va derrotar i matar a Kara Mehmed en combat el 1389, apoderant-se del principat de Mossul.
Les tribus es van agrupar a l'entorn de Misr Khodja, fill de Kara Mehmed.